# Genre (Textilindustrie)
Genre (von französisch genre ‚Art, Sorte, Gattung‘) bezeichnet in der Bekleidungsindustrie das modische und qualitätsmäßige Niveau von Bekleidungserzeugnissen. Vom Genre ist neben der Zielgruppenbestimmung die Marktorientierung eines Bekleidungsbetriebes abhängig.
Die Zuordnung von Bekleidungsprodukten eines Herstellers zu einem Genre erfolgt nach der Gesamtheit der verschiedenen Qualitätsmerkmale: 
- Güte der Textilien
- Ausstattung und Aufwand der Innenverarbeitung
- Passform
- modische Aktualität
- Exaktheit der Verarbeitung
- Stückzahl und Größensortiment[2]

Es werden fünf Genres unterschieden: 
- Stapel-, Verkaufs- oder Konsumgenre, auch unteres Genre genannt, bezeichnet Kleidung von Unternehmen, die in hohen Stückzahlen produzieren. Im Stapelgenre sind die verwendeten Materialien und  die Art der Verarbeitung einfach gehalten, modische Effekte werden vorsichtig betont und übernommen.[1]
- Mittleres oder Mittelgenre: es zeichnet sich durch marktstarke Preislagen, ein umfassendes Größensortiment sowie ein eingeschränktes Formenprogramm aus.
- Gehobenes Mittelgenre, auch modelliges Genre genannt, meint Kleidung aus hochwertigen Materialien in optimaler Passform und modemutig in Form- und Farbauswahl.
- Modellgenre, auch hohes Genre genannt, zeichnet sich durch aufwendige Verarbeitung, exklusive Ausstattung und Detailverarbeitung, Kleinserien, ein begrenztes Größensortiment und eine modische Gestaltung aus.
- Designergenre meint Haute Couture und ist gekennzeichnet durch Modemarken mit Eigennamen, kleine Stückzahlen, exklusive Materialien und avantgardistisches Design.[2]

Insbesondere in DOB und HAKA, aber auch in der Damenwäsche- und Miederwarensparte, zum Teil auch in der Herrenwäsche- und Heimtextilienbranche wird nach Genres unterteilt. Unternehmen sind in der Regel auf ein Genre spezialisiert.